# Arlberg közúti alagút
Az Arlberg közúti alagút (németül: Arlberg Straßentunnel) 13,976 kilométeres hosszával Ausztria leghosszabb közúti alagútja. Átadásakor ez volt a világ leghosszabb közúti alagútja. Az S16 Arlberg Schnellstraße (németül "Arlberg autópálya") útvonalat vezeti az Arlberg-hegység alatt Tirolból Vorarlbergbe.
Az alagút 1318 méterrel van a tengerszint felett, az alagút feletti út 1793 méter magasan.
Az alagutat 1974 júliusa és 1978 decembere között építették, költségei 4 milliárd osztrák schillinget (~300 millió euró) tettek ki. Az alagutat óránként 1800 járműre tervezték, és 4 szellőzőközponttal (az egyik akna 736 méteres magasságával a legmélyebb Európában), 12 szellőzőnyílással, 43 forgalomfigyelő kamerával és 16 fülkével van felszerelve. 1998-ban az alagutat 2,6 millió jármű használta, amelynek 18%-a teherszállításra vonatkozott. Az Arlberg-alagút fizetős út, az egyirányú díj 11 euró (2019 októberétől). Az autópályadíjat mindkét irányban az alagút keleti végénél szedik be.
2023 és 2024 nyarán áprilistól októberig javítási munkálatok miatt lezárják.

## Lásd még
- Arlberg vasúti alagút